# Т-46
Т-46 — радянський дослідний легкий колісно-гусеничний танк 1930-х років. Створювався як танк підтримки піхоти, при цьому широко використовувалися вузли й агрегати легкого танка Т-26. Було виготовлено кілька зразків, що проходили в 1937 році військові випробування, які показали в цілому позитивні результати. Однак через низку недоліків конструкції та високої вартості виробництво танків було припинено. Виготовлені танки обмежено застосовувалися в бойових діях в період Зимової та німецько-радянської воєн.

## Історія створення та серійне виробництво
Був створений в рамках програми з підвищення рухливості легкого танка супроводу піхоти Т-26 шляхом переведення його на колісно-гусеничний хід. Розробка танка була розпочата 1933 року конструкторським бюро заводу № 174. Керували проектуванням О. М. Іванов і М. В. Симонов.
Перший прототип танка був виготовлений 1935 року. У тому ж році роботи по Т-46 були переведені на Дослідний завод Спецмаштреста. Після низки доробок, 29 лютого 1936 року танк був прийнятий на озброєння. Передбачалося, що Т-46 замінять у частинах танки Т-26. Наприкінці року було розпочато серійне виробництво дослідної партії з 50 Т-46, з яких були виготовлені щонайменше 4 машини, які надійшли до 1937 році на військові випробування.
У військах танки отримали в цілому позитивні оцінки, але відзначалася недостатня надійність їх силової передачі. Крім того, танки мали неприйнятно високу вартість, що наближалася до вартості середнього танка Т-28. Це призвело до того, що наприкінці 1937 року було прийнято рішення про припинення подальших робіт над Т-46 і зняття його з озброєння.

## Бойове застосування

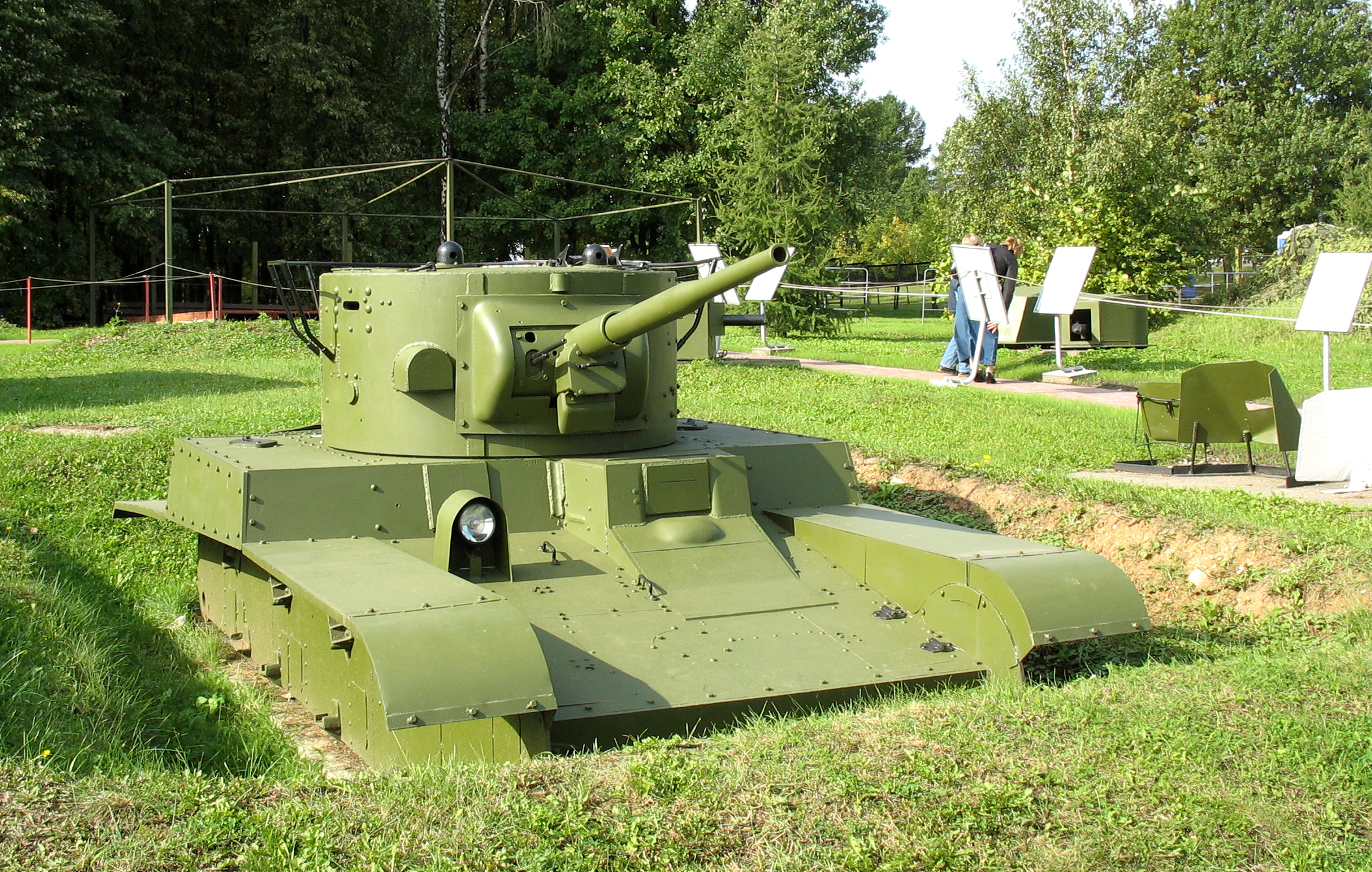
Танк Т-46 без ходової частини в ЦМ ВВВ. Використовувався як нерухома вогнева точка в укріпрайоні. Знайдений на Карельському перешийку поблизу селища Сосново.

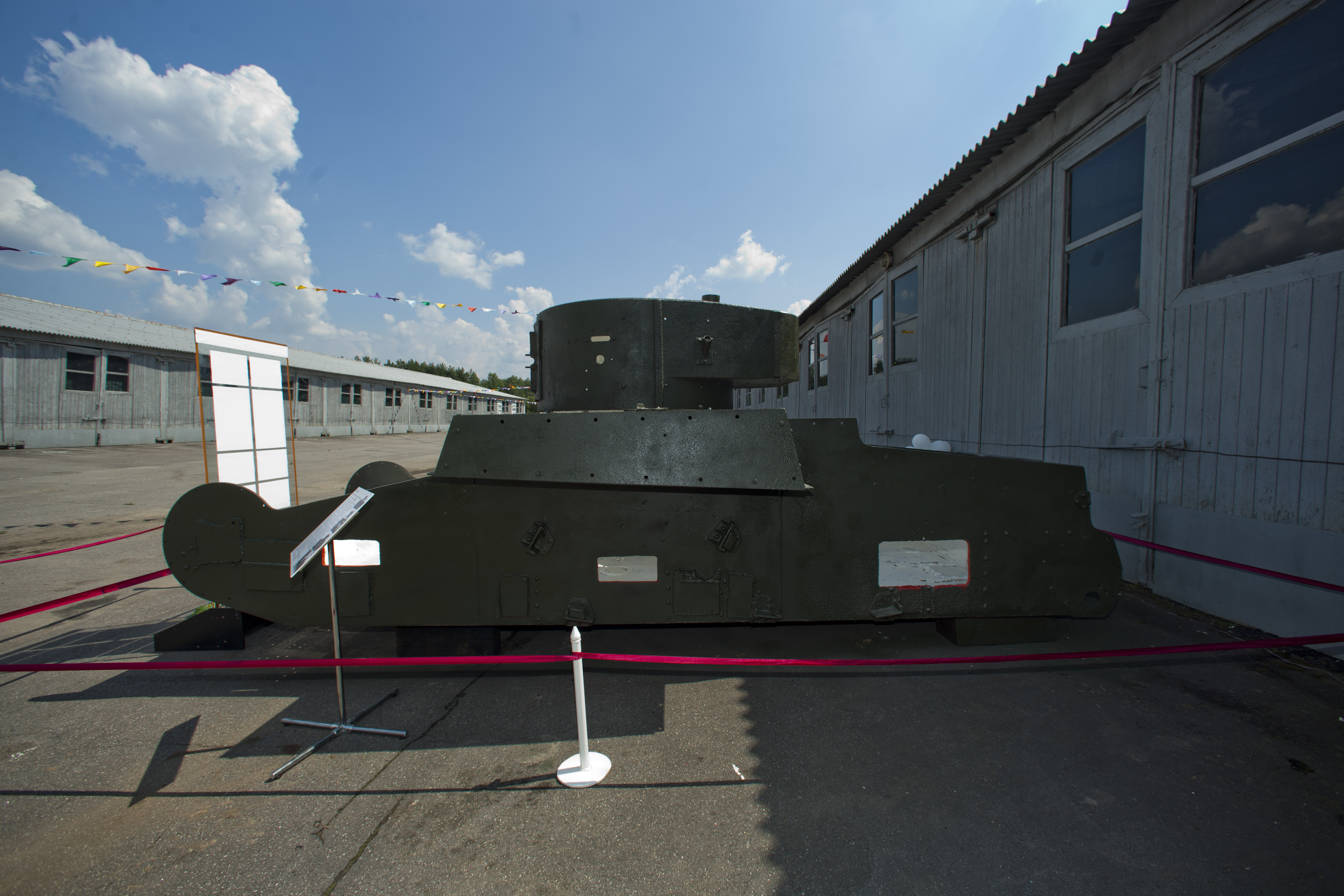
Танк T-46-1 в музеї бронетехніки в Кубинці.

Кілька виготовлених танків Т-46 обмежено застосовувалися під час початкового періоду німецько-радянської війни. Зокрема, відомо про застосування танків як нерухомих вогневих точок. Крім того, є уривчасті відомості про застосування Т-46 в Радянсько-фінській («Зимовій») війні 1939–1940 років.

## Збережені екземпляри
Жоден танк Т-46 в цілому вигляді не зберігся, однак станом на 2013 рік відомо про існування принаймні двох частково збережених танків Т-46 з числа тих, що використовувалися радянськими військами як довготривалі вогневі точки в системі укріплень на Карельському перешийку.
- Центральний музей Великої Вітчизняної війни — танк Т-46 без ходової частини та елементів корпусу. Виявлено в грудні 2001 року пошуковим об'єднанням «Висота» під керівництвом В. Н. Дудіна на Карельському перешийку поблизу селища Сосново Ленінградської області, після чого переданий в дар Музею на Поклонній горі, відреставрований 36 НДІ та Міноборони Росії (ходова частина не відновлювалася) і в грудні 2004 р. включений в експозицію.
- Бронетанковий музей в Кубинці — корпус і башта танка Т-46-1. За неперевіреною інформацією, знайдений в районі колишнього Радянсько-фінського кордону місцевими мисливцями як металобрухт та зданий в лом цілком. Був виявлений за кордоном та викуплений членом Російського військово-історичного товариства та генеральним директором магазину військового антикваріату «Лейбштандарт» Д. Бушмаковим. 29 червня 2013 року переданий музею в Кубинці[1]. Чекає реставрації.